# 李鳳 (唐朝)
李鳳（622年—675年1月30日），字季成，中國唐高祖李淵之十五子，母杨美人。

## 生平
武德六年（623年）封豳王。李凤于贞观五年（631年）出藩，任邓州刺史，此后历官虢州、豫州、宋州、寿州、青州五州刺史。贞观十年（636年）改封虢王。上元元年十二月廿九日（675年1月30日）在洛阳去世，年五十三。

## 虢庄王李凤墓志铭
1973年出土于陕西省富平县李凤夫妇合葬墓中，墓志长124厘米、宽122厘米，共56行，满行56字。崔行功撰文。

## 家庭

### 母
- 張美人，唐朝美人为二十七世妇（婕妤、美人、才人），美人九人，正四品。唐高祖驾崩後，张美人被尊为虢国太妃，根据《虢庄王李凤墓志铭》，张美人约在贞观十八年（644年）去世

### 妻
虢王妃刘氏，刑部尚书、彭城县开国公刘德威第二女，贞观十年三月册拜虢王妃。上元二年五月十四日（675年6月12日）在长安去世，年四十九。
曾聘房仁裕的妹妹为妃，房氏未嫁而逝。

### 子女
- 子：李翼，平阳郡王，官至光州刺史。永隆二年（681年）卒。
  - 孙：李寓，武则天时失爵。
- 二子：李尧臣，中山郡公。
- 三子：李宏，定襄郡公，则天初为曹州刺史。
  - 孙：李邕，中宗神龙元年袭封嗣虢王。开元十五年卒。
    - 曾孙：李巨，嗣虢王。
      - 玄孙：李则之，嗣虢王。

    - 曾孙：李承昭，豳国公、昭义军节度使、检校吏部尚书。
      - 玄孙：李宗之，循王府长史。
      - 玄孙：李徵，太仆寺主簿
      - 玄孙：李应，榆次令
        - 来孙：李简初，泗州临淮县丞。[1]

      - 玄孙：李润之。

    - 曾孙：李承晊，汉州刺史。
      - 玄孙：李望之，大理评事、赠工部侍郎。
        - 来孙：李济，字恕躬，宗正少卿上柱国赐紫金鱼袋。娶刘德威六世孙京兆府华原县令刘偃女。[2]
          - 晜孙九人：右司御率府仓曹参军李同辰、李同师、李同赞、李同玄、李同行、李同文、李同泰、李同宾、李同证。
- 四子：李舜臣，燕郡公。
- 五子：李融（虺茂融），东莞郡公，则天初为申州刺史。被牵连李贞父子谋反案，被杀。
  - 孙：李彻，中宗神龙元年袭封东莞郡公。开元五年，继密王李元晓为后，改为嗣密王。十二年，改封濮阳郡王，历宗正卿、金紫光禄大夫。
- 子：李茂祯，安成郡公、襄州刺史，夫人扶风窦氏，邓国公窦琎之孙，窦普贤之女。[3]
- 子：李颙，郐国公。
- 子：李某。
- 长女：成德县主李瑶，字璧，韦孝宽曾孙之妻，贞观十三年（639年）—显庆四年六月三日（659年6月27日）

## 延伸閱讀
- 《舊唐書》卷六十四 列傳第十四《虢王鳳傳》
- 《新唐書》卷七十九 列傳第四《虢王鳳傳》
- 大唐故使持節青州諸軍事行青州刺史上柱国贈司徒揚州大都督虢荘王墓誌之銘并序
- 大唐故贈司徒虢王妃劉氏墓誌銘并序
- 唐故宗正少卿上柱国赐紫金鱼袋李公墓铭并序